# ファルネソール-2-イソメラーゼ
ファルネソール-2-イソメラーゼ(Farnesol 2-isomerase、EC 5.2.1.9)は、以下の化学反応を触媒する酵素である。
2-trans,6-trans-ファルネソール{\displaystyle \rightleftharpoons }2-cis,6-trans-ファルネソール
従って、この酵素の基質は2-trans,6-trans-ファルネソールのみ、生成物は2-cis,6-trans-ファルネソールのみである。
この酵素は異性化酵素、特にシス-トランス異性化酵素に分類される。系統名は、2-trans,6-trans-ファルネソール 2-cis-trans-イソメラーゼ(2-trans,6-trans-farnesol 2-cis-trans-isomerase)である。